# Maison au 2, rue Nationale à Wissembourg
La maison au 2, rue Nationale est un monument historique situé à Wissembourg, dans le département français du Bas-Rhin.

## Localisation
Ce bâtiment est situé au 2, rue Nationale à Wissembourg.

## Historique
L'édifice fait l'objet d'une inscription au titre des monuments historiques depuis 1935.

## Architecture

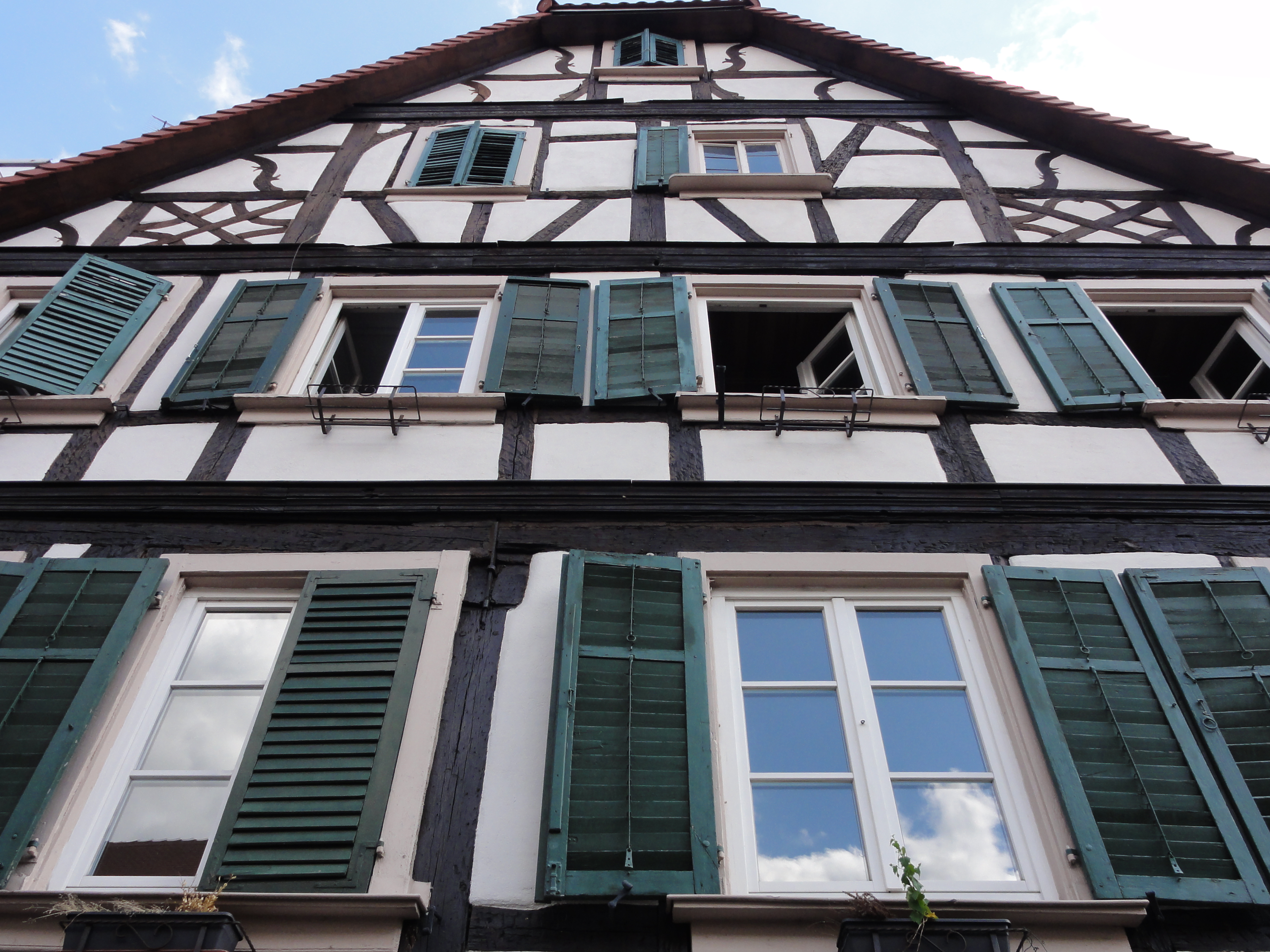
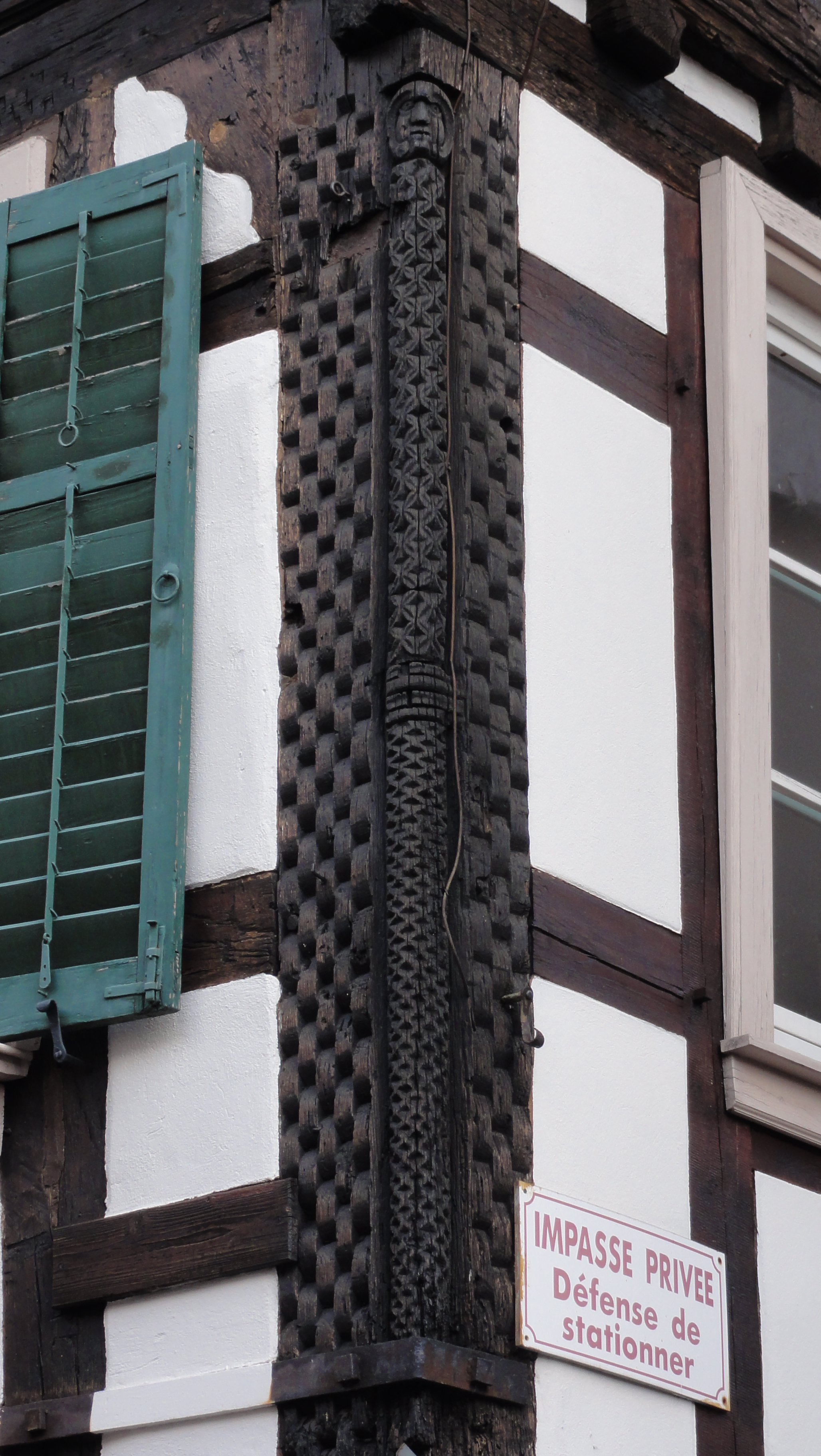